# NGC 6881
NGC 6881 est une nébuleuse planétaire située dans la constellation du Cygne. NGC 6881 a été découverte par l'astronome américain Edward Charles Pickering en 1881.

## Observation
Avec une magnitude visuelle apparente de 13,9, on doit utiliser un télescope dont l'ouverture est d'au moins 350 mm pour l'observer.

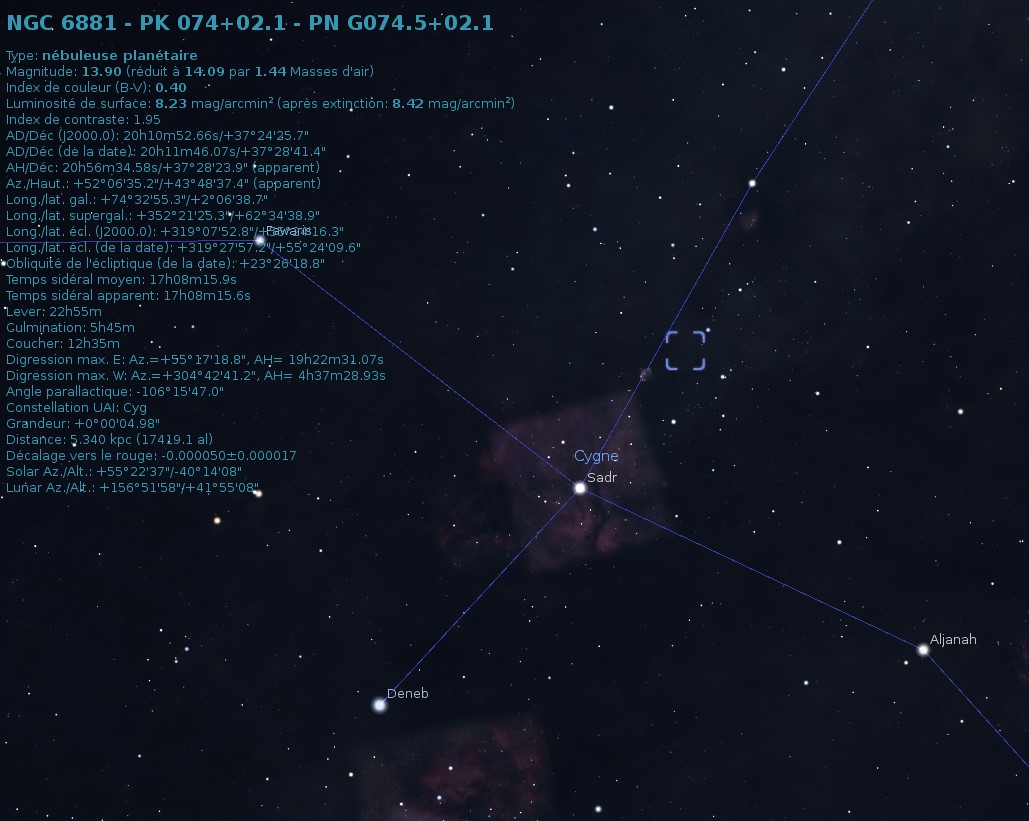
Emplacement de NGC 6881 dans la constellation du Cygne.

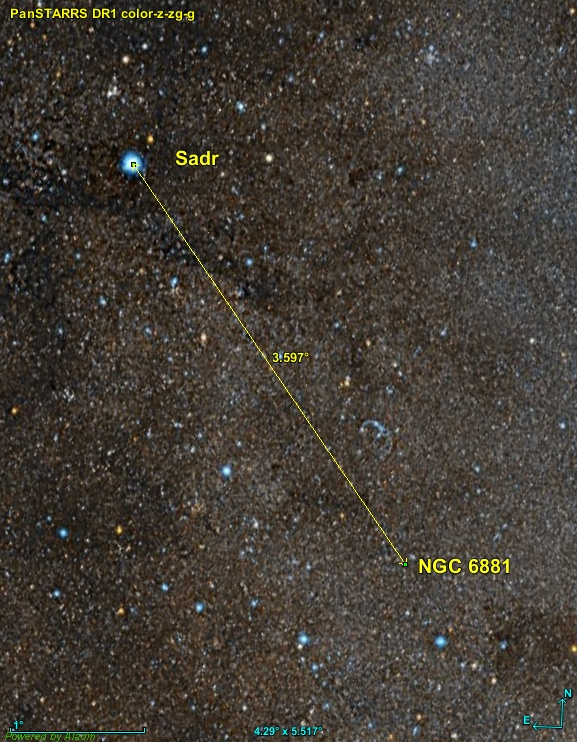
Position de NGC 6881 par rapport à l'étoile Sadr.

La nébuleuse NGC 6881 est située à environ 3,6 degrés au sud-ouest de l'étoile Sadr (Gamma Cygni).
Comme plusieurs nébuleuses planétaires découvertes par Pickering, NGC 6881 est difficilement discernable d'une étoile ordinaire, sauf si on utilise des filtres. Une comparaison clignotante dans laquelle un filtre (par exemple le filtre OIII) bloque la lumière qui n'est pas émise par le nuage gazeux de la nébuleuse est le moyen le plus adéquat pour trouver la source lumineuse qui est une nébuleuse.

## Caractéristiques

### Distance, taille et vitesse
Deux distances très semblables sont indiquées sur la base de données Simbad : 5,703 ± 1,141 kpc (∼18 600 al) et environ 5 340 pc (∼17 400 al). Puisque sa taille apparente est de 0,15′, un calcul rapide montre que son envergure est égale à 1,46 ± 0,29 al. Deux valeurs identiques de la vitesses sont aussi indiquées sur Simbad : −15 ± 5 km/s,.

### Sa structure et son étoile centrale

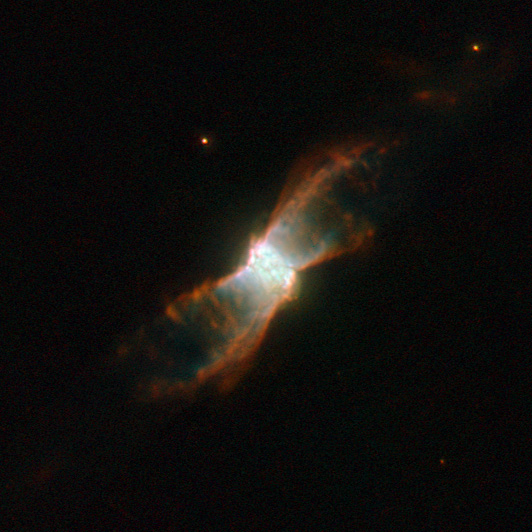
NGC 6821 par le télescope spatial Hubble. Les données de l'image ont été recueillies à travers trois filtres pour isoler la lumière de l'azote (en rouge), de l'hydrogène (en vert) et de l'oxygène (en bleu).

L'étonnante nébuleuse planétaire NGC 6881 en forme de papillon est constituée d'une nébuleuse interne estimée à environ un cinquième d'année-lumière de diamètre et d'ailes symétriques qui s'étendent sur environ une année-lumière. La symétrie de la nébuleuse pourrait provenir d'une étoile binaire située en son centre.
Au cœur de NGC 6881 se trouve une étoile mourante dont la masse est d'environ 60% de celle du Soleil. Il s'agit d'un exemple de nébuleuse planétaire quadripolaire constituée de deux paires de lobes bipolaires pointant dans des directions différentes et de quatre paires d'anneaux plats. Trois autres anneaux sont aussi présents au centre de la nébuleuse.